# Comarca de la Ribera Eo
La Comarca de la Ribera Eo es el área geográfica allegada a la ribera del cauce fluvial del río Eo en Asturias y Galicia. El centro de la comarca, Valle del Turía, entre A Pontenova y Taramundi, es denominado localmente como la "capital" de la comarca.

## Ubicación
La Comarca de la Ribera Eo se extiende por los ayuntamientos de A Fonsagrada (Galicia), Santa Eulalia de Oscos (Asturias), Villanueva de Oscos (Asturias), Puente Nuevo (Galicia), Taramundi (Asturias), San Tirso de Abres (Asturias), Vegadeo (Asturias), Castropol (Asturias) y Ribadeo (Galicia).

Limita con los ayuntamientos de Lourenzá, Barreiros, Riotorto, San Martín de Oscos, Foz, Illano, Boal, Tapia, El Franco , Coaña y Navia, que confirman los alrededores de la comarca.